# Tour of Britain 2016
Die 77. Tour of Britain 2016 war ein britisches Straßenradrennen. Das Etappenrennen fand vom 4. bis zum 11. September 2016 statt. Zudem gehörte das Radrennen zur UCI Europe Tour 2016 und war dort in der Kategorie 2.HC eingestuft.

## Teilnehmende Mannschaften
| WorldTeams (11)- Dimension Data - Sky - Etixx-Quick Step - Movistar Team - BMC Racing Team - Cannondale-Drapac - Lotto-Soudal - Orica-BikeExchange - Giant-Alpecin - Lotto NL-Jumbo - Trek-Segafredo Professional Continental Teams (4)- Bardiani CSF - Caja Rural-Seguros RGA - ONE Pro Cycling - Wanty-Groupe Gobert Continental Teams (5)- Wiggins - An Post-ChainReaction - JLT Condor - Madison Genesis - NFTO Nationalmannschaft- Großbritannien |
| |

## Etappen
| Etappe      | Datum    | Etappenorte              | type             | Länge (km) | Etappensieger     | Gesamtführender |
| ----------- | -------- | ------------------------ | ---------------- | ---------- | ----------------- | --------------- |
| 1. Etappe   | 4. Sep.  | Glasgow – Castle Douglas | Hügelige Etappe  | 161,6      | André Greipel     | André Greipel   |
| 2. Etappe   | 5. Sep.  | Carlisle – Kendal        | Hügelige Etappe  | 188,2      | Julien Vermote    | Julien Vermote  |
| 3. Etappe   | 6. Sep.  | Congleton – Knutsford    | Hügelige Etappe  | 179,4      | Ian Stannard      | Julien Vermote  |
| 4. Etappe   | 7. Sep.  | Denbigh – Builth Wells   | Hügelige Etappe  | 218        | Dylan Groenewegen | Julien Vermote  |
| 5. Etappe   | 8. Sep.  | Aberdare – Bath          | Hügelige Etappe  | 194,5      | Jack Bauer        | Julien Vermote  |
| 6. Etappe   | 9. Sep.  | Sidmouth – Haytor        | Hügelige Etappe  | 150        | Wout Poels        | Steve Cummings  |
| 7. a Etappe | 10. Sep. | Bristol – Bristol        | Einzelzeitfahren | 15         | Tony Martin       | Steve Cummings  |
| 7. b Etappe | 10. Sep. | Bristol – Bristol        | Hügelige Etappe  | 90         | Rohan Dennis      | Steve Cummings  |
| 8. Etappe   | 11. Sep. | London – London          | Flachetappe      | 100        | Caleb Ewan        | Steve Cummings  |

## Gesamtwertung
| \| Gesamtwertung \| Gesamtwertung \| Gesamtwertung \| Gesamtwertung \| Gesamtwertung \| \| Fahrer \| Fahrer \| Land \| Team \| Zeit \| \| ------------- \| ---------------- \| ---------------------- \| ------------------- \| ---------------- \| \| 1. \| Steve Cummings \| Vereinigtes Königreich \| Dimension Data \| 31 h 30 min 45 s \| \| 2. \| Rohan Dennis \| Australien \| BMC Racing Team \| + 26 s \| \| 3. \| Tom Dumoulin \| Niederlande \| Giant-Alpecin \| + 38 s \| \| 4. \| Tony Gallopin \| Frankreich \| Lotto-Soudal \| + 1 min 02 s \| \| 5. \| Dylan van Baarle \| Niederlande \| Cannondale-Drapac \| + 1 min 21 s \| \| 6. \| Nicolas Roche \| Irland \| Team Sky \| + 1 min 26 s \| \| 7. \| Xandro Meurisse \| Belgien \| Wanty-Groupe Gobert \| + 1 min 48 s \| \| 8. \| Ben Swift \| Vereinigtes Königreich \| Team Sky \| + 1 min 52 s \| \| 9. \| Julien Vermote \| Belgien \| Etixx-Quick Step \| + 2 min 12 s \| \| 10. \| Jacopo Mosca \| Italien \| Trek-Segafredo \| + 2 min 32 s \| |                  |                        |                     |                  |
| |                  |                        |                     |                  |
| Quelle: ProCyclingStats |                  |                        |                     |                  |
| Gesamtwertung |                  |                        |                     |                  |
| Fahrer | Fahrer           | Land                   | Team                | Zeit             |
| 1. | Steve Cummings   | Vereinigtes Königreich | Dimension Data      | 31 h 30 min 45 s |
| 2. | Rohan Dennis     | Australien             | BMC Racing Team     | + 26 s           |
| 3. | Tom Dumoulin     | Niederlande            | Giant-Alpecin       | + 38 s           |
| 4. | Tony Gallopin    | Frankreich             | Lotto-Soudal        | + 1 min 02 s     |
| 5. | Dylan van Baarle | Niederlande            | Cannondale-Drapac   | + 1 min 21 s     |
| 6. | Nicolas Roche    | Irland                 | Team Sky            | + 1 min 26 s     |
| 7. | Xandro Meurisse  | Belgien                | Wanty-Groupe Gobert | + 1 min 48 s     |
| 8. | Ben Swift        | Vereinigtes Königreich | Team Sky            | + 1 min 52 s     |
| 9. | Julien Vermote   | Belgien                | Etixx-Quick Step    | + 2 min 12 s     |
| 10. | Jacopo Mosca     | Italien                | Trek-Segafredo      | + 2 min 32 s     |

## Wertungstrikots
| Etappe         | Etappensieger     | Gesamtwertung · | Punktewertung ·   | Bergwertung ·   | Sprintwertung ·  | Teamwertung            | Kämpferischster Fahrer |
| -------------- | ----------------- | --------------- | ----------------- | --------------- | ---------------- | ---------------------- | ---------------------- |
| 1              | André Greipel     | André Greipel   | André Greipel     | Peter Williams  | Jasper Bovenhuis | Caja Rural-Seguros RGA | Tom Moses              |
| 2              | Julien Vermote    | Julien Vermote  | Julien Vermote    | Xandro Meurisse | André Greipel    | Etixx-Quick Step       | Nicolas Roche          |
| 3              | Ian Stannard      | Julien Vermote  | Ramon Sinkeldam   | Xandro Meurisse | André Greipel    | Etixx-Quick Step       | Ian Stannard           |
| 4              | Dylan Groenewegen | Julien Vermote  | Julien Vermote    | Xandro Meurisse | Jasper Bovenhuis | Etixx-Quick Step       | Alessandro Tonelli     |
| 5              | Jack Bauer        | Julien Vermote  | Daniel McLay      | Xandro Meurisse | Jasper Bovenhuis | Etixx-Quick Step       | Jack Bauer             |
| 6              | Wout Poels        | Steve Cummings  | Daniel McLay      | Xandro Meurisse | Jasper Bovenhuis | Wanty-Groupe Gobert    | Jasper Bovenhuis       |
| 7a             | Tony Martin       | Steve Cummings  | Tom Dumoulin      | Xandro Meurisse | Jasper Bovenhuis | Team Sky               | nicht vergeben         |
| 7b             | Rohan Dennis      | Steve Cummings  | Rohan Dennis      | Xandro Meurisse | Jasper Bovenhuis | Team Sky               | André Greipel          |
| 8              | Caleb Ewan        | Steve Cummings  | Dylan Groenewegen | Xandro Meurisse | Jasper Bovenhuis | Team Sky               | Taylor Phinney         |
| Wertungssieger | Wertungssieger    | Steve Cummings  | Dylan Groenewegen | Xandro Meurisse | Jasper Bovenhuis | Team Sky               | André Greipel          |